# دنی کوته
دنی کوته (فرانسوی: Denis Côté‎؛ زادهٔ ۱۶ نوامبر ۱۹۷۳در نیوبرانزویک، کانادا) یک کارگردان اهل کانادا است.
آثار وی در جشنواره بین‌المللی فیلم جئونجو، جشنواره فیلم کن و جشنواره بین‌المللی فیلم تورنتو به نمایش درآمده‌است.
این کارگردان کانادایی فرانسوی‌زبان که در سال ۲۰۱۳ میلادی با فیلم «ویک و فلو یک خرس دیدند» در جشنواره برلین شرکت کرده و برندهٔ جایزه آلفرد بائر این جشنواره شده بود، در سال ۲۰۱۶ میلادی با فیلم بوریس بدون بئاتریس محصول همین سال در جشنواره حضور یافت. فیلم یاد شده، در جمع ۲۳ فیلم بخش رقابتی شصت و ششمین دورهٔ جشنواره بین‌المللی فیلم برلین پذیرفته شد. دنی کوته تاکنون جوایز متعددی از جشنواره‌های لوکارنو، برلین، نامور بلژیک و مکزیک دریافت کرده‌است.